# Guatemalas Davis Cup-lag
Guatemalas Davis Cup-lag styrs av Guatemalas tennisförbund och representerar Guatemala i tennisturneringen Davis Cup, tidigare International Lawn Tennis Challenge. Guatemala debuterade i sammanhanget 1990, och har bland annat spelat i Amerikazonens Grupp II.